# Cribbea gloriosa
Cribbea gloriosa är en svampart som först beskrevs av D.A. Reid, och fick sitt nu gällande namn av A.H. Sm. & D.A. Reid 1962. Cribbea gloriosa ingår i släktet Cribbea och familjen spindlingar.   Inga underarter finns listade i Catalogue of Life.